# Hydrocotyle ulei
Hydrocotyle ulei är en växtart i släktet Hydrocotyle och familjen araliaväxter.
Arten förekommer i sydöstra Brasilien. Den beskrevs av Hermann Wolff 1908.